# Eburia clara
Eburia clara är en skalbaggsart som beskrevs av Bates 1884. Eburia clara ingår i släktet Eburia och familjen långhorningar. Inga underarter finns listade i Catalogue of Life.